# Кавалак (Урмія)
Кавалак (перс. کولق) — село в Ірані, входить до складу дехестану Ровзех-Чай у Центральному бахші шахрестану Урмія провінції Західний Азербайджан.